# Seixo de Ansiães
Seixo de Ansiães é uma povoação portuguesa sede da Freguesia de Seixo de Ansiães do Município de Carrazeda de Ansiães, freguesia com 23,99 km² de área e 241 habitantes (censo de 2021), tendo, por isso, uma densidade populacional de 10 hab./km².
Existem três povoações na freguesia: Seixo de Ansiães, Senhora da Ribeira e Coleja. A freguesia de Seixo de Ansiães fica situada na margem direita do rio Douro, a aproximadamente 9 km da sede do município. Está inserida na chamada Terra Quente do Nordeste Transmontano, zona de micro-climas.
O seu topónimo é constituído por dois nomes: Seixo, que tem a ver com a zona granítica onde a freguesia está situada, e Ansiães que deriva do latim “Anciani” e que significa velho.

## História
Seixo de Ansiães pertenceu à Comenda de São Salvador que foi fundada pelo rei D. Manuel I.
No século XIV esta povoação era já bastante importante, pois tinha governo militar, com capitão-mor, sargento-mor e cinco companhias com oficiais e capitães; no século XV era a povoação do concelho com mais moradores.
Como figuras ilustres de Seixo de Ansiães destacam-se Frei Diogo de Jesus, Frei Antão Gonçalves e João Gonçalves Veloso.

## Descrição genérica
No cimo do monte desta aldeia, existe uma capela e miradouro com uma vista deslumbrante de nome  Nª. Srª da Costa.
A aldeia dista a cerca de 3 km do Rio Douro é uma zona essencialmente agrícola, cuja atividade principal é a cultura da uva com que se fabrica o bom e afamado vinho da região, a maçã, a cereja, o figo, a amêndoa e a azeitona com que se produz azeite virgem. Produz também uma quantidade considerável de Vinho do Porto.
A maioria dos naturais desta aldeia (e seguindo a tradição) encontram-se emigrados em cidades nacionais e em países estrangeiros, nomeadamente França, Alemanha e Luxemburgo. Ao longo dos últimos anos não se tem verificado qualquer tipo de alteração quer de população quer de desenvolvimento económico na aldeia, sendo que o único comércio existente, no ano de 2016, são dois pequenos cafés e uma padaria.
Esta freguesia tem ligação ao rio Douro, à freguesia da Beira Grande, à povoação da Senhora da Ribeira, e a Coleja.

## Demografia
A população registada nos censos foi:
| Distribuição da População por Grupos Etários | Distribuição da População por Grupos Etários | Distribuição da População por Grupos Etários | Distribuição da População por Grupos Etários | Distribuição da População por Grupos Etários |
| -------------------------------------------- | -------------------------------------------- | -------------------------------------------- | -------------------------------------------- | -------------------------------------------- |
| Ano                                          | 0-14 Anos                                    | 15-24 Anos                                   | 25-64 Anos                                   | > 65 Anos                                    |
| 2001                                         | 43                                           | 30                                           | 170                                          | 124                                          |
| 2011                                         | 14                                           | 26                                           | 121                                          | 129                                          |
| 2021                                         | 16                                           | 15                                           | 106                                          | 104                                          |

## Património
- Igreja Paroquial de Seixo de Ansiães

## Festas e Romarias
- Nª Sr.ª da Costa - 2.º fim de semana de agosto

## Ilustres da Terra
- Eurico A. Cebolo - compositor
- José Veiga - Agente de Futebol e Ex-Presidente da SAD do Sport Lisboa e Benfica